# STERIS
Die STERIS plc ist ein britisches Unternehmen für Sterilisation, Infektionsprävention, Desinfektion und Dekontamination mit Sitz in Derby und operativer Hauptzentrale in Mentor im US-Bundesstaat Ohio. Hauptabnehmer sind Krankenhäuser, wissenschaftliche Forschungseinrichtungen und Unternehmen der Pharmaindustrie.
Die Aktien des Unternehmens werden an der New York Stock Exchange gehandelt.

## Geschichte
Das Unternehmen wurde 1985 als Innovative Medical Technologies gegründet und 1987 in Steris Corporation umbenannt. Zu dieser Zeit beschäftigte das Unternehmen fünf Mitarbeiter. Die Wurzeln des Unternehmens reichen jedoch bis zur 1894 gegründeten American Sterilizer Company.
1992 folgte der Börsengang an der NASDAQ, 1998 wechselte man zur New York Stock Exchange.
Die Geschichte von Steris ist vor allem durch Firmenübernahmen geprägt. Im Jahr 1996  übernahm Steris die Marke Amsco sowie die Unternehmen Surgicot, und Calgon Vestal Laboratories, 1997 Isomedix Services und Joslyn Sterilizer Corporation, 1998 dann Detach, Hausted und Royal Sterilization Systems sowie 1999 Quality Sterilization Services und FoodLabs. Mit der Übernahme von US Endoscopy, der Spectrum Surgical Instrument Corporation und Total
Repair Express war die Mitarbeiterzahl von Steris im Jahr 2012 bereits auf 5.000 Menschen in 60 Ländern angewachsen.
Im Jahr 2014 übernahm Steris die Integrated Medical Systems International, Eschmann Equipment, Florida Surgical Repair und Life Systems.
Im Oktober 2014 kündigte Steris an, seinen britischen Konkurrenten Synergy Health für 1,9 Milliarden US-Dollar zu übernehmen und seinen Sitz in das Vereinigte Königreich zu verlegen. Durch die Fusion wird ein Unternehmen mit weltweit 14.000 Mitarbeitern und einem Jahresumsatz von 2,6 Milliarden US-Dollar entstehen. Am 28. Mai 2015 stoppte die US-Aufsichtsbehörde FTC die Übernahme. Steris ging erfolgreich dagegen vor und verkündete am 24. September 2015, mit der Fusion fortzufahren. Am 2. November 2015 schloss Steris die Übernahme und die Sitzverlegung ins Vereinigte Königreich ab.
Im November 2018 gab Steris bekannt seinen Sitz vom Vereinigten Königreich nach Irland zu verlegen. Gründe sind der Brexit und niedrigere Steuern in Irland.
Im Juni 2021 wurde Cantel Medical Corporation übernommen.